# Huculi
Huculi (ukrajinsko гуцули, latinizirano: guculy; poljsko Huculi, Hucułowie; romunsko huțuli) so etnična skupina v ukrajinskih Karpatih. Huculi menijo, da so del večje etnične skupine, imenovane Rusini, včasih pa je lokalna identiteta karpatskih Ukrajincev poznana tudi kot višinski Ukrajinci. 

## Etimologija
Obstajajo različne verzije izvora imena »Huculi«. Ena neakademska razlaga je, da prihaja iz romunskega jezika hoț, hoțul — »tat, lopov«). Uradnega izvora imena še ni. Ime Huculi uporabljajo druge skupine za Hucule in ne Huculi sami za sebe. 

## Popularna kultura
Huculi so bili pogosto prikazani v popularni kulturi. O njih so pisali Ivan Franko, Lesja Ukrajinka, Mihajlo Kocjubinski, Vasil Stefanik, Marko Čeremšina, Mihail Sadoveanu in Stanisław Vincenz ter slikarji Teodor Axentowicz in Galina Zubčenko. 
Huculom je prepoznavnost močno povečal film režiserja Sergeja Parajanova iz leta 1965 Sence pozabljenih prednikov (ukrajinsko Тіні забутих предків), ki temelji na knjigi Mihajla Kocjubinskega o tradicionalnem življenju Huculov in v katerem so predstavljeni njihovi ljudski prazniki s starimi poganskimi starožitnostmi.